# Zagrzewo
Zagrzewo [pronunciación en polaco: /zaˈɡʐɛvɔ/] (en alemán: Sagsau) es un pueblo en el distrito administrativo de Gmina Nidzica, dentro del Distrito de Nidzica, Voivodato de Varmia y Masuria, en el norte de Polonia. Se encuentra aproximadamente 4 kilómetros al sudeste de Nidzica y 50 kilómetros al sur de la capital regional, Olsztyn.